# Sbiancamento dentale
Lo sbiancamento dentale è una procedura odontoiatrica che permette di migliorare il colore dei denti, rendendoli più bianchi. A questo primo tipo di sbiancamento, cosiddetto “cosmetico”, si affiancano altri tipi di sbiancamenti utili per risolvere discromie dentali, anche severe, dovute a patologie sistemiche (per esempio la fluorosi, disordini ematici, etc) oppure agli esiti di terapie con alcuni tipi di antibiotici (ad esempio, le tetracicline). I prodotti che vengono utilizzati a tal fine contengono principalmente perossido di idrogeno e perossido di carbammide, impiegati in varie concentrazioni a seconda della tecnica che si intende utilizzare e delle esigenze del paziente. Lo sbiancamento funziona grazie alla liberazione di ossigeno da parte del perossido di idrogeno o di carbammide nel momento in cui viene posto a contatto con i denti. Queste molecole di ossigeno vanno a disgregare le molecole dei pigmenti responsabili della discromia, e dunque rendendole non più visibili.
Lo sbiancamento dentale agisce solo sui denti naturali, non agisce su corone protesiche, otturazioni o qualsiasi altro materiale da restauro presente nel cavo orale. Dopo il trattamento sbiancante, eventuali corone protesiche od otturazioni potranno essere maggiormente visibili in quanto non più adeguate al nuovo colore raggiunto dai denti naturali. In tal caso potranno essere sostituite con altre dello stesso colore dei denti sbiancati. È importante fare attenzione nel momento in cui si voglia sbiancare i denti con rimedi naturali, informarsi e capire i metodi adatti è essenziale: un esempio è il limone, considerato un rimedio naturale efficace ma che in realtà è troppo acido e rovina lo smalto dei denti provocando carie. Si consiglia sempre di chiedere il parere del proprio dentista prima di testare metodi trovati su internet.

## Storia
Lo sbiancamento dentale è una delle pratiche odontoiatriche più antiche nella storia. Già i Fenici e gli Antichi Romani erano soliti usare impacchi di cera ed urea per sbiancare i denti. Nel Medioevo, invece, si applicavano delle soluzioni acide per andare a sciogliere lo strato più superficiale di smalto, ovvero quello più pigmentato, e se questo non era sufficiente si limavano con delle raspe di ferro le superfici esterne dei denti, fino a trovare smalto bianco. In seguito, hanno avuto molta diffusione i rimedi della tradizione popolare che prevedevano l'utilizzo di foglie di salvia da strofinare sui denti oppure la stessa cosa poteva essere fatta con le bucce di limone o il bicarbonato di sodio. Tali metodi, però, davano un risultato modesto e molto poco duraturo. Verso la fine dell'Ottocento, iniziano a comparire i primi trattamenti a base di perossido di idrogeno, ma a concentrazioni piuttosto elevate e dunque pericolosi per i pazienti. Facendo tesoro dei tentativi fatti dai colleghi in precedenza con varie concentrazioni di prodotto e varie tecniche, nel 1989 Van Haywood fu il primo a codificare quello che oggi chiamiamo sbiancamento domiciliare notturno. Parallelamente vennero codificate anche le tecniche per sbiancare con successo e senza rischi i denti devitalizzati. Attualmente le nuove frontiere di ricerca sullo sbiancamento dentale riguardano la combinazione tra trattamenti sbiancanti e trattamenti protesici, al fine di ottimizzare la resa estetica nei casi clinici complessi.

## Metodiche di sbiancamento
Lo sbiancamento dentale può essere effettuato, previa visita e valutazione dell'odontoiatra, sia presso l'ambulatorio odontoiatrico sia in modo più autonomo dal paziente a casa. Possono effettuare lo sbiancamento dentale sia l'odontoiatra che l'igienista dentale. 

### Tecnica ambulatoriale
Con lo sbiancamento effettuato in ambulatorio, direttamente dal dentista o dall'igienista dentale, si possono sbiancare sia i denti vitali che i denti devitalizzati.
- Sbiancamento di denti vitali: la tecnica che si esegue in ambulatorio prevede l'applicazione sui denti di perossido di idrogeno ad alta concentrazione (circa 40%) per circa un'ora, da ripetere 3 o 4 volte a distanza di una settimana. Questa tecnica può essere associata all'uso di lampade o laser che vanno a coadiuvare l'azione del gel.
- Sbiancamento di denti devitalizzati: in questo caso è necessario riaccedere alla camera pulpare del dente, praticando un foro sulla parete palatale del dente, in quanto il gel sbiancante va posizionato all'interno del dente stesso. Il clinico può decidere di lasciare in posa il gel per circa un'ora, per poi ripetere l'operazione a distanza di una settimana per altre 3-4 volte, oppure può lasciare il gel all'interno del dente e dimettere il paziente, per poi cambiare il gel a distanza di qualche giorno. Anche in questo caso, la pratica viene ripetuta 3-4 volte. Normalmente questa decisione viene presa in base alla gravità della discromia. Per lo sbiancamento di denti devitalizzati si utilizzano sia perossido di idrogeno che perossido di carbammide (la carbammide o diammide dell'acido carbonico è anche nota come urea) in varie concentrazioni, in base alle esigenze di trattamento.

### Tecnica domiciliare
In un primo momento, il dentista rileva due impronte delle arcate dentarie del paziente. Grazie a queste, il laboratorio odontotecnico potrà confezionare due mascherine trasparenti che andranno a calzare perfettamente sulle arcate dentarie del paziente. La particolarità di queste mascherine consiste nella presenza sulla superficie esterna di serbatoi che saranno utili per contenere il gel sbiancante. A questo punto l'odontoiatra mostra al paziente come posizionare il gel sulle mascherine e come indossarle. Il paziente dovrà portare queste mascherine dalle 4 alle 8 ore, tutti i giorni per circa due settimane. La durata di applicazione giornaliera e la durata del trattamento dipendono dalla concentrazione del prodotto utilizzato (perossido di carbammide dal 10% al 16%) e dalla severità della discromia.

## Possibili effetti collaterali
Lo sbiancamento dentale professionale attualmente è una pratica sicura per i pazienti, che non altera o rovina lo smalto dei denti e inoltre permette una predicibilità di risultato molto elevata. Perché avvenga tutto ciò ovviamente è necessaria una visita accurata da parte del dentista e l'uso di prodotti certificati.
Nonostante ciò, i possibili effetti collaterali che si possono presentare sono ipersensibilità dentinale e lievi ustioni chimiche delle gengive. L'effetto collaterale più comune è l'ipersensibilità dei denti soprattutto agli stimoli termici freddi. Tale sensibilità, che può essere più o meno lieve, è assolutamente reversibile nel giro di poche ore oppure, in pochissimi casi, nel giro di qualche giorno.
Un altro comune effetto è quello di percepire sui denti delle "scossette", estremamente brevi. Un blando analgesico è d'aiuto in questi casi qualora non si voglia sopportare tale piccolo inconveniente, normale e che si risolve entro mezza giornata circa.
La sensibilità dovuta allo sbiancamento dentale può essere attenuata con l'applicazione topica di fluoro o di nitrato di potassio (i principi attivi dei desensibilizzanti che possono essere forniti dal dentista), utilizzando dentifrici desensibilizzanti ed evitando di assumere:
- cibi troppo caldi o troppo freddi;
- cibi o bevande ipertoniche (per esempio bibite molto zuccherate);
- cibi o bevande eccessivamente acidi (bibite gasate, succhi di frutta, yogurt ecc).

Può verificarsi anche una temporanea infiammazione delle gengive dovuta al contatto con l'agente sbiancante (ustione chimica). La sensazione che si può provare è simile al bruciore e le zone interessate possono anche apparire biancastre. La cosa non deve assolutamente preoccupare, si risolverà spontaneamente in poche ore.
Un altro effetto collaterale, che si può verificare quasi esclusivamente nei denti devitalizzati, è il riassorbimento radicolare. Questa evenienza è molto rara, soprattutto se la tecnica di sbiancamento viene eseguita correttamente.

## Raccomandazioni
Durante il trattamento sbiancante sarebbe opportuno evitare l'assunzione di cibi e bevande pigmentanti come per esempio:
- tè, caffè ecc;
- fumo (sigarette, pipa), tabacco da masticare;
- bevande e bibite colorate come Coca-Cola, vino, cocktail ecc;
- salse e sughi;
- verdure come carciofi, carote, pomodori ecc;
- frutta come fragole, frutti di bosco, marmellate ecc;
- caramelle colorate, liquirizia;
- collutori.